# 폴란드 육군
폴란드 육군(폴란드어: Wojska Lądowe)은 1918년 창설된 폴란드군 소속의 육군이며, 지상전을 담당한다.

## 역사

### 1918년~1938년
폴란드는 1918년 독립선언과 동시에 군을 제창립했고, 이것이 폴란드군이다. 폴란드 육군은 폴란드-소비에트 전쟁을 비롯한 소규모 분쟁에 참전했다. 폴란드 육군 병력은 러시아 제국, 독일 제국, 오스트리아-헝가리 제국군 출신들이었다. 병력수는 계속 증가했고, 바르샤바 전투 당시에는 병력이 700,000명을 넘은 상태였다.

### 1939년~1945년
폴란드 침공 당시의 독일군과 소련군은 폴란드군의 격렬한 저항을 물리쳤고, 빠르게 국토를 차지하기 시작했다. 한편, 폴란드 서부군과 동부군은 연합국편으로 참전하여, 추축국에 저항했다.

### 1945년~1989년
2차 대전이 연합국의 승리로 끝나자, 소련은 폴란드의 공산화를 시작했고, 이와 함께 폴란드군도 부활했다. 폴란드군은 소련식의 참모조직을 들여왔고, 소련으로부터 무기를 수입했다. 병력수는 빠르게 증가했고, 북대서양 조약 기구의 대항하기 위해 군사력을 증강했다.

### 1989년~현재

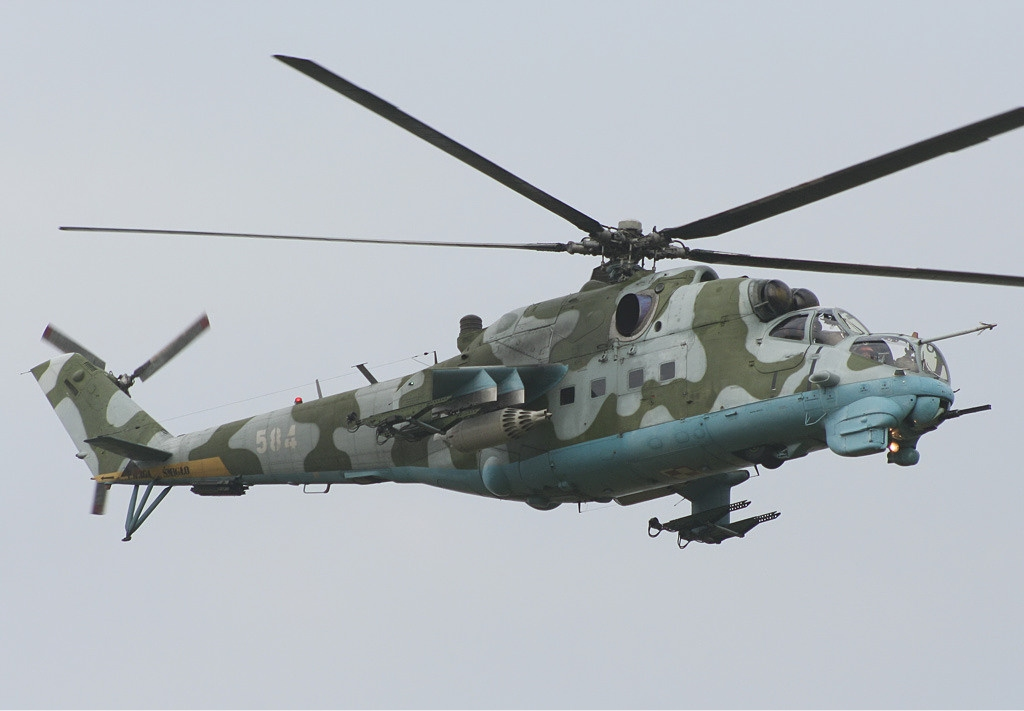
폴란드군 Mi-24헬기

냉전의 종식과 함께, 폴란드군은 재조직화됐다. 병력수를 줄이고, 서방식 참모조직과 장비를 수입했다.
또한, 폴란드군은 현재 유엔군 소속으로 다양한 국가에 주둔하고 있으며, 세계 평화유지활동을 위해 계속 활동할 것이다.

## 편성

### 정규 사단
- 제1보병사단 "군단(Legions)" - 사령부 소재지 : 치에하누프(Ciechanów)[1]
  - 제기갑군단여단
  - 제2기계화군단여단
  - 제3기계화군단여단
  - 제1차량화군단여단
- 제11기갑기병사단 - 사령부 소재지 : 자간(Żagań)
  - 제11본부대대
  - 제10기갑기병여단
  - 제17기계화여단
  - 제34기갑기병여단
  - 제24포병연대
  - 제4방공연대
  - 제11병참연대
- 제12기계화사단 "슈체친" - 사령부 소재지 : 슈체친(Szczecin)
  - 제12본부대대
  - 제2"군단"기계화여단
  - 제7"포메라니안"해안방어여단
  - 제12기계화여단
  - 제5포병연대
  - 제8방공연대
  - 제8병참연대
- 제16기계화사단 "포메라니안(Pomeranian)" - 사령부 소재지 : 엘블라크(Elbląg)
  - 제16본부대대
  - 제9기갑기병여단
  - 제15"기지츠코(Giżycka)"기계화여단
  - 제20"Bartoszycka"기계화여단
  - 제11포병연대
  - 제15방공연대
  - 제16병참연대
- 제18기계화사단 - 사령부 소재지 : 시에들체(Siedlce)[2]
  - 제18본부대대
  - 제1"바르샤바(Warsaw)"기갑여단
  - 제19기계화여단
  - 제18차량화여단[3]
  - 제21포트할레(Podhale)소총여단
  - 제18포병연대
  - 제18방공연대
  - 제18병참연대
  - 제18정찰대대
- 사단 : 2023년 말까지 1개 사단이 추가 편성되어 전체 6개 사단이 폴란드 육군의 핵심 전력이 될 예정이었다.[4]

### 독립 부대
- 제1항공여단
- 제6공수여단
- 제25항공기병여단
- 제2정찰연대
- 제9정찰연대
- 제18정찰연대
- 제1전투공병연대
- 제2전투공병연대
- 제2공병연대
- 제5공병연대
- 제4화생방(NBC)방호연대
- 제5화생방(NBC)방호연대
- 제2무선전자정찰연대

## 장비
- 전차

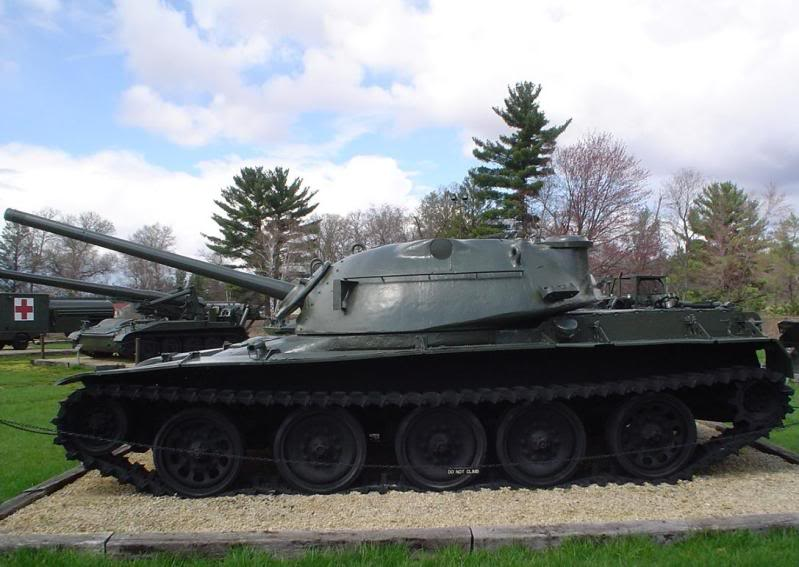
폴란드 육군의 주력 전차 T-95 (T-72의 개량형)

  - 레오파르트 2: 248대(2대는 훈련용)
  - PT-91: 232대
  - T-72: 528대
- 장갑차
  - 험비: 217대
  - BMP-1: 1,290대
  - KTO 로소마크(영어판): 690대
  - 스콜피온-3(영어판): 90대

## 같이 보기
- 영토방위군 (폴란드)
- 산악전